# Élections municipales de 2014 à Angers
Pour un article plus général, voir Élections municipales de 2014 en Maine-et-Loire.
Les élections municipales ont eu lieu les 23 et 30 mars 2014 à Angers.

## Mode de scrutin
Le mode de scrutin à Angers est celui des villes de plus de 1 000 habitants : la liste arrivée en tête obtient la moitié des 55 sièges du conseil municipal. Le reste est réparti à la proportionnelle entre toutes les listes ayant obtenu au moins 5 % des suffrages exprimés. Un deuxième tour est organisé si aucune liste n'atteint la majorité absolue et au moins 25 % des inscrits au premier tour. Seules les listes ayant obtenu aux moins 10 % des suffrages exprimés peuvent s'y présenter. Les listes ayant obtenu au moins 5 % des suffrages exprimés peuvent fusionner avec une liste présente au second tour.

## Sondage

### Premier tour
| Sondeur    | Date            | Panel | POI     | LO       | PG-NPA-E! | PS-PCF-EELV | DVG      | UDI     | UMP   | FN     | DIV    |
| Sondeur    | Date            | Panel | Lardeux | Faligant | Nivault   | Béatse      | Rotureau | Gérault | Béchu | Dirand | Sévaux |
| ---------- | --------------- | ----- | ------- | -------- | --------- | ----------- | -------- | ------- | ----- | ------ | ------ |
| Sondeur    | Date            | Panel |         |          |           |             |          |         |       |        |        |
| Ifop       | 28 février 2014 | 604   | 1 %     | 2 %      | 3 %       | 26 %        | 17 %     | 2 %     | 41%   | 6 %    | 2 %    |
| TNS-Sofres | 15 février 2014 | 602   | -       | 2 %      | 4 %       | 30 %        | 14 %     | 5 %     | 36%   | 7 %    | 2 %    |

### Second tour
| Sondeur    | Date            | Panel | PS-PCF-EELV | DVG      | UMP   |
| Sondeur    | Date            | Panel | Béatse      | Rotureau | Béchu |
| ---------- | --------------- | ----- | ----------- | -------- | ----- |
| Sondeur    | Date            | Panel |             |          |       |
| Ifop       | 27 février 2014 | 604   | 46%         | -        | 54%   |
| Ifop       | 27 février 2014 | 604   | 33%         | 17%      | 50%   |
| TNS-Sofres | 15 février 2014 | 602   | 50%         | -        | 50%   |

## Résultats
- Maire sortant : Frédéric Béatse (PS)
- 55 sièges à pourvoir (population légale 2011 : 148 803 habitants)

| Tête de liste                                                          | Tête de liste       | Liste          | Premier tour | Premier tour | Second tour | Second tour | Sièges |  |
| Tête de liste                                                          | Tête de liste       | Liste          | Voix         | %            | Voix        | %           | Sièges |  |
| ---------------------------------------------------------------------- | ------------------- | -------------- | ------------ | ------------ | ----------- | ----------- | ------ |  |
|                                                                        | Christophe Béchu    | UMP            | 18 365       | 35,91        | 27 975      | 54,36       | 43     |  |
| Angers pour vous                                                       |                     |                | 18 365       | 35,91        | 27 975      | 54,36       | 43     |  |
|                                                                        | Frédéric Béatse *   | PS-PCF-EELV    | 13 691       | 26,77        | 23 086      | 45,64       | 12     |  |
| Aimer Angers                                                           |                     |                | 13 691       | 26,77        | 23 086      | 45,64       | 12     |  |
|                                                                        | Jean-Luc Rotureau   | DVG            | 8 288        | 16,20        |             |             |        |  |
| L'énergie de faire                                                     |                     |                | 8 288        | 16,20        |             |             |        |  |
|                                                                        | Laurent Gérault     | UDI            | 3 806        | 7,44         |             |             |        |  |
| Servir angers                                                          |                     |                | 3 806        | 7,44         |             |             |        |  |
|                                                                        | Gaétan Dirand       | FN             | 3 443        | 6,73         |             |             |        |  |
| Angers bleu Marine                                                     |                     |                | 3 443        | 6,73         |             |             |        |  |
|                                                                        | Nathalie Sévaux     | DIV            | 1 683        | 3,29         |             |             |        |  |
| Angers vivre mieux naturellement                                       |                     |                | 1 683        | 3,29         |             |             |        |  |
|                                                                        | Martin Nivault      | PG-NPA-E!      | 1 075        | 2,10         |             |             |        |  |
| Résister. Construire à gauche                                          |                     |                | 1 075        | 2,10         |             |             |        |  |
|                                                                        | Marie-José Faligant | LO             | 477          | 0,93         |             |             |        |  |
| Lutte ouvrière faire entendre le camp des travailleurs                 |                     |                | 477          | 0,93         |             |             |        |  |
|                                                                        | Hubert Lardeux      | POI            | 307          | 0,60         |             |             |        |  |
| Contre les politiques d'austérité. Pour la république et la démocratie |                     |                | 307          | 0,60         |             |             |        |  |
|                                                                        |                     |                |              |              |             |             |        |  |
| Inscrits                                                               | Inscrits            | Inscrits       | 88 281       | 100,00       | 88 311      | 100,00      |        |  |
| Abstentions                                                            | Abstentions         | Abstentions    | 35 995       | 40,77        | 34 153      | 38,67       |        |  |
| Votants                                                                | Votants             | Votants        | 52 286       | 59,23        | 54 158      | 61,33       |        |  |
| Blancs et nuls                                                         | Blancs et nuls      | Blancs et nuls | 1 151        | 2,20         | 2 697       | 4,98        |        |  |
| Exprimés                                                               | Exprimés            | Exprimés       | 51 135       | 97,80        | 51 461      | 95,02       |        |  |
| * Liste du maire sortant                                               |                     |                |              |              |             |             |        |  |